# Half Past Animal
Half Past Animal  är ett synth/rockalbum av svenska gruppen Strasse från 2009.
Albumet är producerad av Charlie Storm i Cloudchamber studios. Utgiven av Luminol Grammofon. 
Singlar från albumet; Killed Again (+ What Can You Do?, special version), 2008 och Shakespeare Was An American, 2007. 

## Medverande
- Russ Ryden: sång, gitarr, synths, perc
- Max Abbey: gitarr. UK Sandin: bas
- Charlie Storm: trummor, bas, gitarr, keyboards
- Jazz/AvantGardepianisten, Mike Garson medverkar på låten Crashing.

## Låtlista
1. Shakespeare Was An American (Ryden)
2. Fashion Week (Ryden/Storm)
3. Spiders (Storm/Ryden)
4. From The Shadows (Ryden)
5. Spirits Of The Dead Watching (Storm/Ryden)
6. They Walked Like Men (Storm/Ryden)
7. Damascus 602 (Ryden)
8. Killed Again (Ryden)
9. European Blood (Ryden)
10. Crashing (Ryden)